# Passiflora microstipula
Passiflora microstipula L.E. Gilbert & J.M. MacDougal – gatunek rośliny z rodziny męczennicowatych (Passifloraceae Juss. ex Kunth in Humb.). Występuje endemicznie w Meksyku (w stanach Oaxaca oraz Veracruz). 

## Morfologia
PokrójZdrewniałe, trwałe, mniej lub bardziej owłosione liany.
LiścieOwalnie eliptyczne lub owalne, rozwarte lub ostrokątne u podstawy. Mają 7–22 cm długości oraz 5,5–16 cm szerokości. Całobrzegie, z tępym lub ostrym wierzchołkiem. Ogonek liściowy jest owłosiony i ma długość 50 mm. Przylistki są trójkątne, mają 2–4 mm długości.
KwiatyDziałki kielicha są podłużnie lancetowate, zielonobiaławe, mają 1,7–2,4 cm długości. Płatki są podłużnie owalne, białe, mają 1,8–2,5 cm długości. Przykoronek ułożony jest w 2–3 rzędach, purpurowobrązawy, ma 2–13 mm długości.
OwoceSą jajowatego kształtu. Mają 6–8 cm długości i 4–5,5 cm średnicy.

## Biologia i ekologia
Występuje w lasach nizinnych.